# Liste der Baudenkmale in Helvesiek
In der Liste der Baudenkmale in Helvesiek sind alle Baudenkmale der niedersächsischen Gemeinde Helvesiek aufgelistet. Die Quelle der Baudenkmale ist der Denkmalatlas Niedersachsen. Der Stand der Liste ist der 10. November 2020.

## Allgemein
In den Spalten befinden sich folgende Informationen:
- Lage: die Adresse des Baudenkmales und die geographischen Koordinaten. Kartenansicht, um Koordinaten zu setzen. In der Kartenansicht sind Baudenkmale ohne Koordinaten mit einem roten Marker dargestellt und können in der Karte gesetzt werden. Baudenkmale ohne Bild sind mit einem blauen Marker gekennzeichnet, Baudenkmale mit Bild mit einem grünen Marker.
- Bezeichnung: Bezeichnung des Baudenkmales
- Beschreibung: die Beschreibung des Baudenkmales. Unter § 3 Abs. 2 NDSchG werden Einzeldenkmale und unter § 3 Abs. 3 NDSchG Gruppen baulicher Anlagen und deren Bestandteile ausgewiesen.
- ID: die Objekt-ID des Baudenkmales
- Bild: ein Bild des Baudenkmales, ggf. zusätzlich mit einem Link zu weiteren Fotos des Baudenkmals im Medienarchiv Wikimedia Commons. Wenn man auf das Kamerasymbol klickt, können Fotos zu Baudenkmalen aus dieser Liste hochgeladen werden:

## Helvesiek

### Gruppe: Hofanlage Nr. 12
Die Gruppe „Hofanlage Nr. 12“ aus dem 18. und 19. Jahrhundert hat die ID 31019303 und prägt das Ortsbild von Helvesiek. Der frühere Schweinestall, Teil der Gruppe, wurde abgebrochen.

| Lage                                    | Bezeichnung              | Beschreibung | ID       | Bild |
| --------------------------------------- | ------------------------ | --- | -------- | ---- |
| Im Dorfe 12 53° 12′ 56″ N, 9° 29′ 42″ O | Wohn-/Wirtschaftsgebäude | Zweiständer-Hallenhaus von um 1800 in Fachwerk und mit Satteldach errichtet. | 31025878 |      |
| Im Dorfe 12 53° 12′ 56″ N, 9° 29′ 42″ O | Wirtschaftsgebäude       | Backsteingebäude von um 1900 mit Satteldach | 31025855 |      |
| Im Dorfe 12 53° 12′ 55″ N, 9° 29′ 42″ O | Stall                    | Der Fachwerkstall für die Schweinehaltung wurde im 19. Jahrhundert unter einem Satteldach errichtet und vor April 2013 abgebrochen und nachfolgend aus dem Denkmalverzeichnis gestrichen. | 31025901 | BW   |

### Gruppe: Hofanlage Rehr 4
Die Gruppe „Hofanlage Rehr 4“ hat die ID 45298323.

| Lage                              | Bezeichnung              | Beschreibung                                                                                        | ID       | Bild |
| --------------------------------- | ------------------------ | --------------------------------------------------------------------------------------------------- | -------- | ---- |
| Rehr 4 53° 12′ 14″ N, 9° 31′ 4″ O | Wohn-/Wirtschaftsgebäude | Zweiständer-Hallenhaus von um 1760 (Inschrift) als Häuslingshaus mit Krüppelwalmdach                | 31025946 |      |
| Rehr 4 53° 12′ 14″ N, 9° 31′ 3″ O | Schafstall               | Schafstall aus der ersten Hälfte des 19. Jahrhunderts in Fachwerk mit reetgedecktem Krüppelwalmdach | 45298259 |      |

### Einzelbaudenkmale
| Lage                                        | Bezeichnung              | Beschreibung | ID       | Bild |
| ------------------------------------------- | ------------------------ | --- | -------- | ---- |
| Große Straße 2 53° 12′ 50″ N, 9° 29′ 31″ O  | Wohn-/Wirtschaftsgebäude | Zweiständer-Hallenhaus in Fachwerk mit Steinausfachungen und Krüppelwalmdach; wurde versetzt und 1861 neu aufgebaut, um 1930 größerer Umbau | 31025793 |      |
| Große Straße 23 53° 12′ 59″ N, 9° 29′ 13″ O | Wohn-/Wirtschaftsgebäude | Zweiständer-Hallenhaus von 1843 in Fachwerk mit Satteldach                                                                                  | 31025815 |      |
| Rehr 3 53° 12′ 17″ N, 9° 31′ 5″ O           | Wohn-/Wirtschaftsgebäude | Zweiständer-Hallenhaus von 1860 in Fachwerk mit ziegelgedecktem Krüppelwalmdach                                                             | 31025925 |      |
| Appel 1 53° 14′ 15″ N, 9° 31′ 16″ O         | Wohn-/Wirtschaftsgebäude | Zweiständer-Hallenhaus von 1802 in Raster-Fachwerk mit ziegelgedecktem Krüppelwalmdach Niedersachsengiebel                                  | 31025751 |      |
| Appel 1 53° 14′ 14″ N, 9° 31′ 14″ O         | Schafstall               | Schafstall von um 1800 als Zweiständerbau in Fachwerk mit Krüppelwalmdach                                                                   | 31025772 |      |